# Partido Comunista de España
El Partido Comunista de España (PCE) es un partido político español de ideología comunista formado el 14 de noviembre de 1921.
Fundado en sus orígenes por la unión del Partido Comunista Español y el Partido Comunista Obrero Español, se le reconoce especialmente por su oposición al franquismo, desde la clandestinidad y la ilegalidad, por el restablecimiento de un marco parlamentario y democrático en España. Fue legalizado el 9 de abril de 1977, a partir de la aprobación de la Ley para la Reforma Política impulsada por el Gobierno del entonces presidente Suárez. Desde aquel entonces, el PCE será uno de los más importantes artífices de la Transición.
Desde 1986 forma parte de Izquierda Unida, siendo uno de los colectivos que impulsaron el proyecto de Refundación de la Izquierda. Fija en sus estatutos como objetivo «participar democráticamente en la transformación revolucionaria de la sociedad y de sus estructuras políticas, en la superación del sistema capitalista y la construcción del socialismo en España, como contribución al tránsito hacia el socialismo en el plano mundial, con la perspectiva de la plena realización del ideal emancipador del comunismo». Ha sido descrito, ya dentro de Izquierda Unida, como un partido de izquierda o de izquierda radical y se define a sí mismo como un partido revolucionario, internacionalista y solidario, republicano, feminista y laico.

## Historia

### Fundación e inicios (1920-1931)

#### Antecedentes
El 15 de abril de 1920, en la Casa del Pueblo de Madrid, fue fundado el Partido Comunista Español por la Federación de Juventudes Socialistas, que ya durante la Primera Guerra Mundial había apoyado a los internacionalistas encabezados por Lenin, y que acordó en su V Congreso, celebrado en diciembre de 1919, adherirse a la Internacional Comunista. Entre sus fundadores estaba Dolores Ibárruri, y lo conformaron desde el principio trabajadores jóvenes, estudiantes, obreros, intelectuales y campesinos. El órgano de expresión del Partido Comunista Español pasó a ser El Comunista, en el que apareció el manifiesto de fundación del partido, en el cual se hacía hincapié en que era necesario apartarse del reformismo y defender la revolución como única vía para la consecución del socialismo.
El 13 de abril de 1921, después del III Congreso Extraordinario del PSOE, en el que se abrió la brecha entre partidarios de adherirse a la III Internacional y los que no, Antonio García Quejido, fundador del PSOE y de la UGT, y uno de los líderes más prestigiosos del movimiento obrero, declaró que los vocales de la Ejecutiva partidarios de la III Internacional se separaban del PSOE para constituir el Partido Comunista Obrero Español. Entre ellos estaba Daniel Anguiano, que estuvo en la Unión Soviética para observar la marcha de este Estado; su informe posterior, consideró conveniente la integración del PSOE en esta, por valorar como un avance la III Internacional. El Comité Ejecutivo lo formaban Antonio García Quejido, Anguiano, Virginia González Polo, Evaristo Gil, Manuel Núñez de Arenas y Facundo Perezagua.

#### Fundación del PCE (congresos I, II y III)
Siguiendo las indicaciones de la Internacional Comunista, el Partido Comunista Español y el Partido Comunista Obrero Español celebran en Madrid, del 7 al 14 de noviembre de 1921, una conferencia de fusión dando lugar al Partido Comunista de España.
El 15 de marzo de 1922, el Partido Comunista de España celebraba su I Congreso en Madrid. El primer secretario general fue Antonio García Quejido, que planteó la necesidad de lograr la unidad de la clase obrera en torno a la vanguardia constituida por el nuevo partido, con el objetivo de alcanzar el socialismo.
El II Congreso, celebrado el 8 de julio de 1923, eligió a César Rodríguez González —que había sido cofundador del PCOE en 1921— como secretario general del PCE. Ya en ese momento el PCE temía la involución y llamaba a la unidad de los trabajadores. El 13 de septiembre, el general Miguel Primo de Rivera, en connivencia con el rey Alfonso XIII, daba un golpe de Estado y establecía su dictadura. Los locales del PCE son entonces clausurados y se suceden las detenciones de militantes comunistas y del secretario general.
Con un PCE ilegal, el III Congreso se celebra en París en agosto de 1925, que elige a José Bullejos como nuevo secretario general, cayendo el PCE en aquellos años en el sectarismo. En 1927 se adhiere buena parte de la CNT de Sevilla y en 1928 cae desmantelada toda la dirección. Tras la caída de la dictadura en enero de 1930 y la llegada de la dictablanda, el gobierno del general Berenguer restablece algunas libertades y legaliza a algunos partidos políticos, entre los que no se encuentra el PCE. El 23 de agosto de ese año aparece el primer número semanal del órgano del partido, Mundo Obrero, que en diciembre del año siguiente se transformó en diario.
El 14 de abril de 1931 se proclamaba la II República, que el PCE consideraba un «engaño para la clase trabajadora». El PCE proclamó: «¡Abajo la república burguesa! ¡Vivan los soviets!».

### Segunda República (1931-1939)

#### Etapa de José Díaz (IV Congreso)
Tras la proclamación de la República, el PCE volvió a la luz en una situación muy precaria, después de estar prácticamente en la clandestinidad o casi en ella desde su fundación, pasaba a ser legal. Es elegido el primer alcalde comunista durante la Segunda República, Luis Cicuéndez, natural de La Villa de Don Fadrique, en la provincia de Toledo, de donde fue nombrado alcalde tras la segunda vuelta de las elecciones municipales de 1931. El PCE pasó de tener un millar de militantes a principios de 1931 y escasa influencia social e institucional, a 8800 a finales de ese año.

Primer emblema del PCE, basado en el del Partido Socialista Italiano, a su vez inspirado en simbología de la República Socialista Federal rusa.

Sello de la República Democrática Alemana dedicado a José Díaz Ramos, secretario general del PCE entre 1932 y 1942.

El 17 de marzo de 1932 se celebró el IV Congreso del PCE en Sevilla, que elige a José Díaz Ramos como secretario general, con el objetivo de construir un gran partido comunista de masas. Los graves sucesos del 1.º de Mayo en la capital sevillana impulsan la afiliación al partido, a pesar de conllevarles un procesamiento judicial. A finales de 1932 el PCE llega a 15 000 afiliados, abriéndose a alianzas con otras fuerzas políticas como el PSOE. El 3 de diciembre de 1933, es elegido el primer diputado comunista de la historia de España, Cayetano Bolívar Escribano, que salió de la cárcel para ocupar su escaño por la provincia de Málaga. También la Federación vasco-navarro del PCE, se constituyó en la Federación Comunista del País Vasco bajo la «Plataforma Revolucionaria del Partido Comunista para la Liberación Nacional y Social de Euskadi».
Posteriormente, en la llamada Revolución de 1934 contra la política del gobierno radical-cedista, el PCE desempeñó un papel menor que el del PSOE. Sin embargo tuvo que volver a la clandestinidad, teniendo ya 20 000 militantes. En 1935 la Federación Comunista de Euskadi, se constituye en partido nacional y de clase, Partido Comunista de Euskadi-Euskadiko Partidu Komunista (PCE-EPK). En ese momento el PCE se adhiere a la política de crear un Frente Popular que agrupe a todas las fuerzas de izquierda. Tras la victoria electoral del Frente Popular el 16 de febrero de 1936, el prestigio del Partido Comunista creció rápidamente: en cinco meses pasa de 30 000 a 100 000 afiliados.
Desde 1933 el PCE organizó una milicia paramilitar, las llamadas Milicias Antifascistas Obreras y Campesinas (MAOC), que de hecho fueron la única milicia de partido que antes de la Guerra civil habían recibido un auténtico entrenamiento militar. Las MAOC contaron con la instrucción de oficiales del Ejército como Francisco Galán o de militantes comunistas como Enrique Líster y Juan Modesto que habían recibido formación militar en la Unión Soviética durante los años 1930.
La expansión del PCE tuvo en los momentos previos a la Guerra Civil y en los inmediatamente posteriores dos grandes hitos:
- El primero fue la unificación de la Juventud Socialista y la Juventud Comunista el 1 de abril de 1936, que dio lugar a la formación de la Juventud Socialista Unificada (JSU). Con todo, la JSU eligió como secretario general a Santiago Carrillo, quien años más tarde se convertiría en secretario general del PCE.

- El segundo fue la constitución del Partido Socialista Unificado de Cataluña (PSUC) el 23 de julio de 1936 tras un proceso previo a la guerra, pero que se aceleró al iniciarse ésta, y que fue la fusión de cuatro partidos: el Partido Comunista de Cataluña, la sección catalana del PSOE, la Unió Socialista de Catalunya y el Partit Català Proletari.

#### Guerra civil española
Desde que estalló la Guerra Nacional Revolucionaria (denominación que le dio el partido a la Guerra Civil), la estrategia del PCE fue siempre el buscar la unidad contra la reacción golpista, formando un Frente Popular que aglutinara a todas las fuerzas leales a la República, incluyendo a la pequeña burguesía y a determinados sectores de la media burguesía. 
Así, prestó su apoyo para organizar la lucha contra el fascismo desde el primer gobierno constituido durante la guerra, el presidido por José Giral, de Izquierda Republicana (IR).
En Madrid, la mayoría de los militantes del PCE colaboraron en el cierre de los caminos de acceso a la ciudad. Al mismo tiempo, el partido realizó un denodado esfuerzo para incorporar a la lucha, encuadrando en los primeros batallones de milicias a millares de combatientes antifascistas. En Barcelona, tras derrotar a las guarniciones sublevadas, se constituía el Partido Socialista Unificado de Cataluña (PSUC).
En esa lucha, que se desarrollaba de un extremo a otro del país, tomaron parte desde el primer momento los dirigentes comunistas José Díaz, Dolores Ibárruri, Vicente Uribe, Pedro Checa, Evaristo Gil y Antonio Mije, además de los dirigentes de la Juventudes Socialistas Unificadas como Santiago Carrillo, Trifón Medrano, Fernando Claudín, José Cazorla, Federico Melchor, Ignacio Gallego, Andrés Martín y Lina Odena. Los dos últimos cayeron en los primeros combates.
El PCE también fue responsable de la creación de las Milicias Antifascistas Obreras y Campesinas (MAOC) y de la unidad sindical entre la Unión General de Trabajadores y la CGTU. Durante este período, el número de afiliados al PCE siguió en ascenso, así, a finales de junio de 1937 la militancia fue estimada en 301 000 afiliados, a los que habría que sumar a los 22 000 afiliados a la sección vasca y a los 60 000 de la sección catalana del partido.
El gobierno republicano solo recibió ayuda de la URSS y México, escasa en comparación con el inmenso apoyo militar y armamentístico de la Alemania nazi y la Italia fascista a los sublevados.

#### Brigadas Internacionales
El 29 de julio de 1936, a los diez días de haber empezado la guerra, Dolores Ibárruri hace un llamamiento internacional por radio para defender la República. Comenzaron a formarse las Brigadas Internacionales de voluntarios, representantes de más de medio centenar de países, integradas por comunistas, socialistas, gente de otros partidos, obreros, campesinos, intelectuales y antifascistas en general. 

Emblema del 5.º Regimiento.

El 4 de septiembre de 1936, el socialista Francisco Largo Caballero exigió la colaboración de los comunistas para aceptar las responsabilidades gubernamentales, ante lo cual el PCE accedió a incorporarse a la administración gubernamental y conformar un gobierno del Frente Popular. Se nombró a Vicente Uribe como ministro de Agricultura y a Jesús Hernández Tomás como ministro de Instrucción Pública y Bellas Artes, representantes del PCE en el gobierno.

En una asamblea pública celebrada en Madrid, el PCE expuso los puntos esenciales de su programa político que eran, en resumen, ganar la guerra, resolver los problemas de la revolución democrática y robustecer la unidad de todas las fuerzas populares, con lo cual las medidas revolucionarias quedarían aplazadas. 
Desde el partido pensaron que si se hubiese intentado establecer el comunismo, el Frente Popular se habría roto automáticamente y la continuación de la resistencia a la agresión militar fascista hubiera sido imposible, por lo que el PCE permaneció fiel a sus compromisos y defendió la República.

#### Ejército Popular
El Partido Comunista empezó a crear un Ejército Popular prácticamente apenas iniciada la guerra con las formaciones que constituyeron el Quinto Regimiento de Milicias Populares, que llegó a contar con 70 000 combatientes antifascistas y que echó los cimientos de la nueva organización militar. El 5.º Regimiento dotó de cuadros de mando al naciente Ejército del Pueblo.
Los postulados esenciales de esa política, fueron los siguientes: la utilización de los mandos que iban surgiendo del pueblo en los puestos a los que eran elevados por los propios combatientes; el desarrollo de un amplio trabajo de preparación y educación militar de nuevos cuadros, surgidos también del pueblo; la utilización simultánea en el nuevo Ejército de todos los antiguos militares fieles a la República; el nombramiento de comisarios políticos en todas las unidades de las fuerzas armadas...
Entre los combatientes populares figuraron muchos miembros del PCE como Santiago Aguado, Guillermo Ascanio, José Bobadilla Candón, Manuel Cristóbal Errandonea, Valentín Fernández, Eduardo García, Enrique García Vitorero, Enrique Líster, «Manolín» Álvarez, Pedro Mateo Merino, Rafael Menchaca, Juan Modesto, Pando, Vicente Pertegaz, Polanco, Puig, José Recalde, Joaquín Rodríguez López, Francisco Romero Marín, Alberto Sánchez, José Sánchez, Eugenio R. Sierra, Ramón Soliva, Etelvino Vega, Agustín Vilella, Matías Yagüe y otros. Al mismo tiempo, militares del antiguo Ejército ingresaron en el PCE para acabar convirtiéndose en cuadros y dirigentes del mismo, como Luis Barceló Jover, Bueno, Francisco Ciutat, Antonio Cordón, José María Galán, Rodrigo Gil, Ignacio Hidalgo de Cisneros, Manuel Márquez, Matz o Pedro Prado, entre otros. Este empleo de los oficiales del antiguo Ejército en puestos de mando y responsabilidad de las Fuerzas Armadas se consideró que se ajustaba a los principios del marxismo-leninismo.
Pero la política del Frente Popular le llevó a conflictos con los anarquistas de la CNT-FAI y los comunistas antiestalinistas del Partido Obrero de Unificación Marxista (POUM), los cuales no estaban de acuerdo con las alianzas con la pequeña burguesía ni en posponer la revolución a la guerra. Por otro lado, como artífice de la militarización de las milicias en el Ejército Popular Republicano, el PCE también fue acusado de deshumanizar el proceso revolucionario.
Durante la guerra civil, el partido alcanzó los 300 000 militantes, mientras que la JSU los 500 000 militantes.[cita requerida]

### Dictadura franquista (1939-1975)

#### Reorganización y lucha armada
Tras la victoria de Franco, los demócratas en general y los comunistas en particular pasan a vivir momentos duros. El régimen de Franco, de rasgos anticomunistas, demonizó al PCE, encarcelando, torturando y asesinando a sus miembros, sometiendo a algunos de ellos a juicios sumarísimos que carecían de garantías mínimas para que los encausados pudieran ser juzgados con equidad. El gobierno franquista aplicó la ley retroactivamente, calificando de insurgentes a los que se mantuvieron fieles a la legalidad constitucional. En esas durísimas condiciones, el PCE se tuvo que reorganizar en la clandestinidad (País Vasco, Galicia, Andalucía, Extremadura, Valencia, Navarra y Cataluña mantuvieron organización), en el exilio (México, Cuba, Chile, Uruguay, Francia y el norte de África, además de la Unión Soviética) y en las cárceles (en las que había dirigentes como Domingo Girón o Guillermo Ascanio).
En el interior de España, el partido se iba reorganizando poco a poco y en 1943, Mundo Obrero, Verdad, Unidad, El Obrero y Nuestra Bandera se publicaban en diversas zonas de España. Fue durante mucho tiempo la principal, cuando no la única, fuerza organizada contra la dictadura de Franco. Al poco tiempo de iniciarse la Segunda Guerra Mundial, el secretario general José Díaz muere en Tiflis y es sustituido por Dolores Ibárruri, Pasionaria.
Estrechamente alineado con la URSS, la firma del Pacto Ribbentrop-Mólotov no suscitó serios reparos en el seno del partido, que en tanto estuvo vigente el pacto moduló su discurso antifascista. Al estallar la guerra en septiembre de 1939 tras la invasión de Polonia por los nazis el partido emitió un manifiesto firmado por José Díaz y la Pasionaria en el que afirmaban:

La guerra europea actual no tiene nada de común con la guerra justa, con la guerra de independencia nacional que llevaron los obreros, los campesinos, las masas populares de España contra la reacción interior e internacional. La guerra europea actual es una guerra imperialista, guerra dirigida contra los intereses de la clase obrera, de los trabajadores y los pueblos. Es una guerra entre dos bandos imperialistas por la dominación del mundo.

Solo tras la invasión de la URSS por el ejército alemán el PCE se unió al movimiento de resistencia contra el nazismo, integrándose la Agrupación de Guerrilleros Españoles en las Fuerzas Francesas del Interior (FFI), acabando muchos de sus militantes en los campos de concentración como Mauthausen. Al mismo tiempo impulsó la lucha guerrillera en España, el llamado maquis, ya que tenían la esperanza de que con la derrota de Hitler hubiese una intervención en España, cosa que finalmente no se produjo.
El partido decidió abandonar la vía guerrillera en 1948, tras el fracaso en 1944 de la invasión del Valle de Arán, las disensiones internas, que desencadenaron la purga monzonista, y el asesinato por sus camaradas de Gabriel León Trilla, al responsabilizarlo Dolores Ibárruri y Santiago Carrillo junto con Jesús Monzón de su fracaso, la muerte de muchos militantes comunistas y una dura represión sobre la población civil de las zonas en las que actuaba esta guerrilla, que hizo perder apoyos en una población rural que pasaba además graves dificultades económicas. Algunos focos guerrilleros se mantuvieron hasta 1952.
El periodo de apogeo guerrillero fue el comprendido entre 1945 y 1947. En 1948, Stalin deja claro que había que desmantelar la guerrilla comunista en España. Pese al cambio de postura del PCE en junio de 1956, propuesto por Santiago Carrillo mediante el eslogan y objetivo político de la «reconciliación nacional», puede decirse que el final del maquis lo marcan las muertes de Ramón Vila en 1963 y de José Castro en 1965.

#### Frente amplio y lucha sindical
En 1947 se producen en el metal de Madrid y en las empresas textiles de Cataluña los primeros movimientos reivindicativos, durísimamente reprimidos por el franquismo. Siguiendo la táctica leninista, el partido opta por combinar la lucha clandestina con el aprovechamiento de los resquicios legales que el sistema permite: los comunistas participan en los sindicatos verticales y en todas las organizaciones de masas que existen (hermandades de acción católica, gremios...). En las elecciones de enlaces sindicales de 1950 ya son elegidos numerosos obreros comunistas y otros concienciados. Este movimiento dará origen a las Comisiones Obreras.
Pero la situación vuelve a empeorar para los comunistas, pues a la represión del régimen se une la guerra fría, durante la cual el gobierno dictatorial pasa a ser un importante auxilio en la política de los Estados Unidos frente a la Unión Soviética, que marca en gran medida la línea del PCE. En 1950, el ministro del Interior del gabinete socialista francés, Jules Moch, decreta la ilegalización del PCE en Francia y la detención de sus cuadros políticos. Mientras tanto, Radio España Independiente emite desde Europa del Este para España la visión del PCE.
El 12 de marzo de 1951 el PSUC llama a la huelga general en Cataluña. En el País Vasco, Navarra y Madrid se producen otras huelgas. A los obreros se les van uniendo estudiantes e intelectuales, muchos de ellos ya pertenecientes a una nueva generación crecida durante el franquismo.
En septiembre de 1954 se celebra el V Congreso del PCE, en el que se establece la nueva táctica, en dos etapas. En la primera se propugnaba la creación de un frente amplio que liquidara la dictadura y formara un gobierno provisional. Este gobierno debería restablecer las libertades democráticas, amnistiar a presos y exiliados políticos, y adoptar medidas urgentes para mejorar las condiciones de vida de la población. Tras ello se deberían convocar elecciones y desarrollar la democracia. En junio de 1956 el PCE diseña su política de «reconciliación nacional» a la que también se suma el PSUC. En ese momento, los estudiantes cuentan con una fuerza creciente, el SEU se ha liquidado y empiezan a surgir movimientos democráticos burgueses en el interior de España, algunos de cuyos miembros procedían de sectores disconformes de la derecha, e incluso de la propia Falange. Cada vez más, la lucha del PCE representa con mayor claridad la lucha por las libertades democráticas. Para conseguir aliar a todas las fuerzas democráticas se entiende que hay que cancelar responsabilidades de la guerra civil y la posguerra:

...El Partido Comunista representa sin duda a la parte del pueblo que más ha sufrido en estos veinte años; a la clase obrera, los jornaleros agrícolas, los campesinos pobres, la intelectualidad avanzada. Si de hacer el capítulo de agravios se tratara, nadie lo tendría mayor que el nuestro. Nosotros entendemos que la mejor justicia para todos los que han caído y sufrido por la libertad consiste, precisamente, en que la libertad se establezca en España. Una política de venganza no serviría a España para salir de la situación en que se encuentra. Lo que España necesita es la paz civil, la reconciliación de sus hijos, la libertad.

Pero el régimen franquista había recibido un importantísimo espaldarazo en 1955: apoyado y avalado por los Estados Unidos entra a formar parte de la ONU. La lucha clandestina debe continuar, pues el régimen se siente fortalecido y acentúa la represión. En 1957 el PCE impulsa el movimiento pro-Amnistía y participa en los boicots que se producen en Madrid y Barcelona, así como en las luchas obreras que se producen en Sevilla, Alcoy, Valladolid y muy especialmente en las de los mineros de Asturias de marzo de 1958. Impulsa la Huelga Nacional Pacífica del 18 de junio de 1959.

#### Etapa de Santiago Carrillo: carrillismo
En enero de 1960 se reunió el VI Congreso del PCE en Praga, que eligió a Santiago Carrillo como secretario general, que desplaza a Dolores Ibárruri a la presidencia del Partido. En plena crisis económica, con el salario real de los trabajadores cayendo en más de un 40 % debido a la suspensión de las horas extra, primas y pluses, el Partido capitaliza la contestación a Franco creando las Comisiones Obreras (CCOO). El sindicato CCOO no fue creado por el PCE, sino por trabajadores que se configuraron en Comisiones de trabajadores en centros de trabajo y llamando a la Huelga Nacional Pacífica. Los despidos eran cada vez más frecuentes y el paro avanzaba, dificultades que alcanzarían también a la pequeña burguesía y a los comerciantes, afectados también por la caída en el poder adquisitivo de la mayor parte de la población.
Entre 1961 y 1964 fueron detenidos 1500 comunistas. En 1962 es detenido y torturado Julián Grimau, recientemente elegido miembro del Comité Central del PCE, por la Brigada Político-Social del régimen. En 1963 fue condenado a muerte, hecho que desató una reacción internacional de protesta y presión sin precedentes, con manifestaciones multitudinarias en varias capitales europeas y latinoamericanas. El general Franco atribuyó esta presión a una «conspiración masónico-izquierdista con la clase política», mientras Manuel Fraga, ministro de Información y Turismo, inició una intensa campaña dirigida a la prensa internacional atribuyendo a Grimau los mayores crímenes. Fue fusilado la madrugada del 20 de abril de 1963.
A nivel interno, siguiendo la estela del Partido Comunista Italiano, el PCE va buscando una vía autónoma a la del PCUS y la Unión Soviética, esbozando lo que se denominará eurocomunismo. En este camino, la actitud a veces excesivamente personalista del nuevo secretario general irá apartando a cuantos discrepan de la línea de la dirección: en 1964 Fernando Claudín y Jorge Semprún son expulsados de modo sumarísimo del partido. Ese mismo año se produce la escisión de un sector en contra de la política de reconciliación nacional y el eurocomunismo, que pasa a constituir el Partido Comunista de España (marxista-leninista).
A mediados de 1965 se celebra el VII Congreso del PCE, en el que se defiende el avance al socialismo por una vía pacífica, parlamentaria y adecuada a los rasgos específicos de España, apostando por el no alineamiento en el plano internacional. Tras la condena de la invasión soviética de Checoslovaquia en 1968 se escindirá el Partido Comunista de España (VIII-IX Congresos).
Tras el VIII Congreso (1972), en el que se traza la línea definitiva que seguirá el partido, Enrique Líster funda el Partido Comunista Obrero Español, que se escinde del PCE. La nueva política de Carrillo se concreta en la constitución en París con otros partidos y personalidades independientes de la Junta Democrática de España el 30 de julio de 1974, organismo clave en la transición española y más adelante en Coordinación Democrática (la llamada «platajunta»), unión entre la Junta y la Plataforma de Convergencia auspiciada por el PSOE.
Entre 1967 y 1976 el Tribunal Supremo condena a multitud de opositores, el 36 % del PCE y el 25 % de CCOO. En 1973 tiene lugar el Proceso 1001, en el que se juzga y condena a la dirección de CCOO por su vinculación con el PCE.

### Transición y ruptura interna (1975-1986)

#### Legalización

Artículo de Mundo Obrero acerca de la legalización del PCE en 1977.

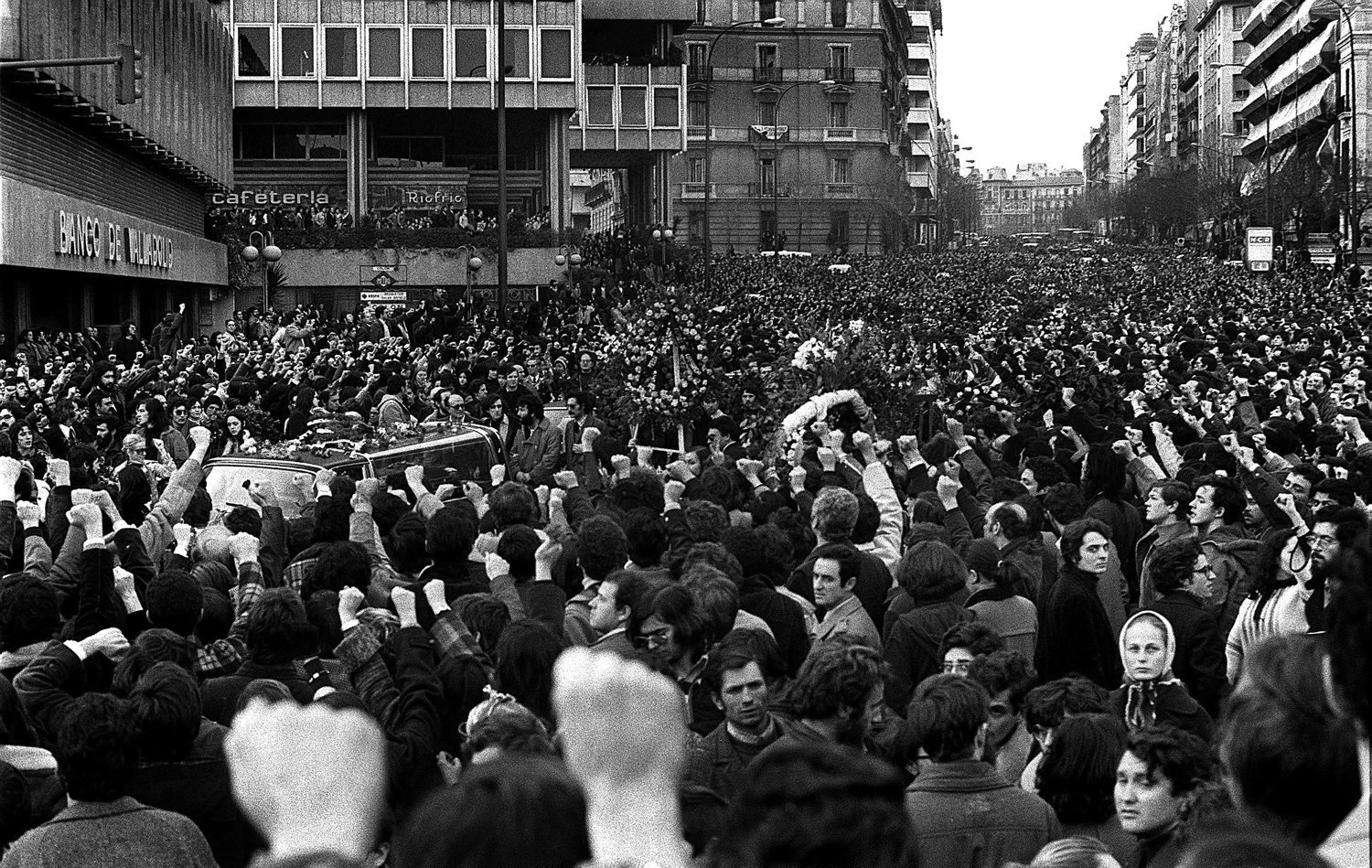
Miles de personas se congregan ante el paso del cortejo fúnebre de los asesinados en la «Matanza de Atocha» (Madrid, 26 de enero de 1977). Esta manifestación silenciosa y pacífica (muchas personas levantan los puños al paso de los coches fúnebres) fue decisiva para que el presidente del gobierno Adolfo Suárez decidiera legalizar al Partido Comunista de España dos meses y medio después (el «Sábado Santo Rojo»).

En diciembre de 1975 el rey Juan Carlos trasladó a Santiago Carrillo el mensaje de que pretendía democratizar el régimen, pidiendo paciencia y el fin de los ataques a la Monarquía. El PCE, que hasta entonces seguía impulsando una «ruptura democrática», en el comité ejecutivo de enero de 1976 dejaba ya a un lado las críticas al rey y baja el nivel de ofensiva y movilización. Esta posición se ratifica en el Comité Central celebrado en Roma el 28 de julio, donde se acuerda acabar con la estructura en células para impulsar agrupaciones territoriales, y donde el PCE rompe la Junta Democrática para acercarse a la Plataforma de Convergencia.

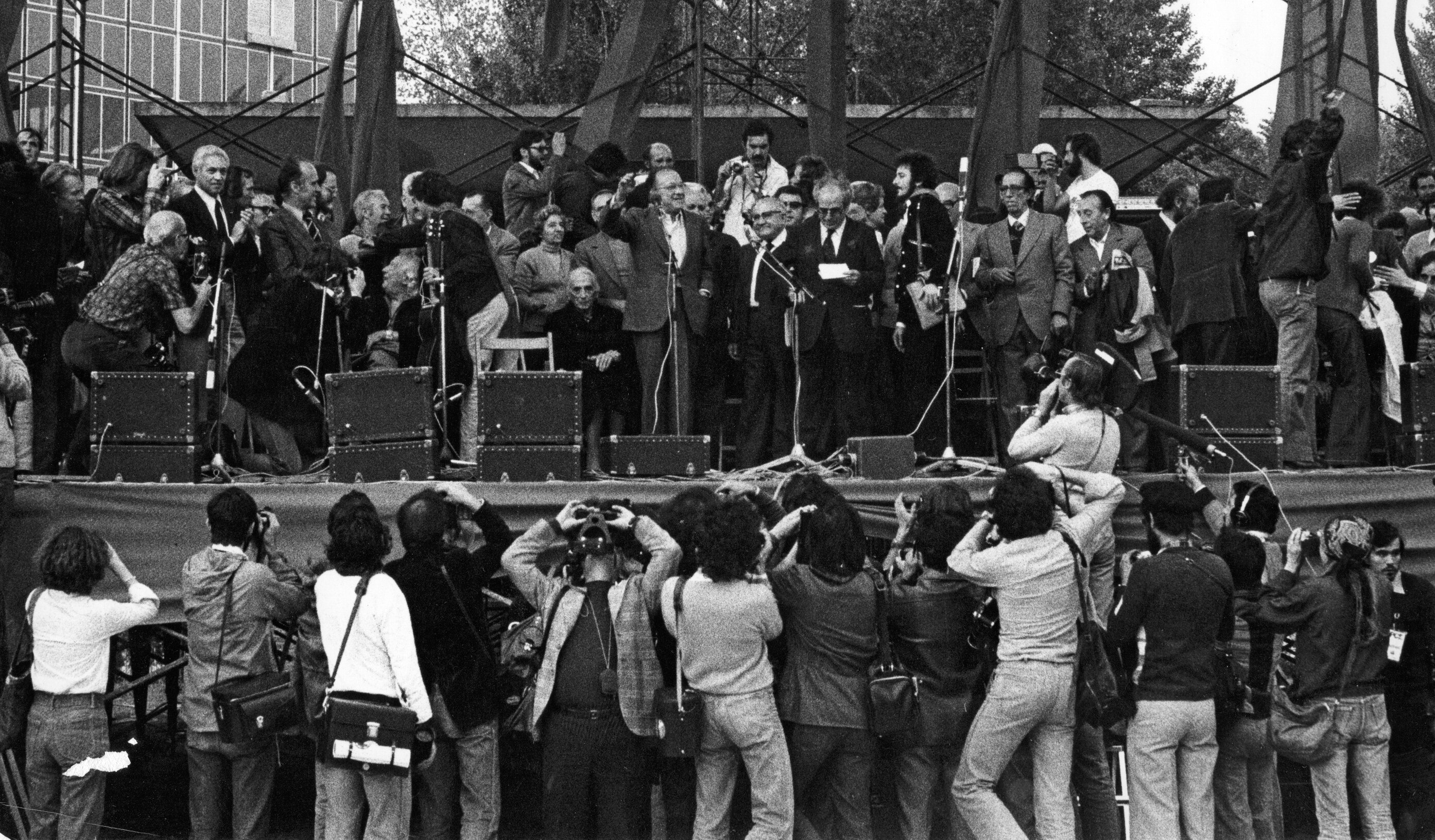
Acto de clausura de la primera Fiesta del PCE, celebrada en la Casa de Campo de Madrid en 1977.

El 24 de enero de 1977 tuvo lugar lo que se conoce como la matanza de Atocha de 1977: un comando de ultraderecha entró en un despacho de abogados en derecho laboral de CCOO y el PCE en el centro de Madrid, asesinando a balazos a cinco de ellos y dejando a otros cuatro heridos. Al entierro asistieron más de cien mil personas y se convirtió en una multitudinaria manifestación, que transcurrió sin incidentes. Le siguieron importantes huelgas y muestras de solidaridad en todo el país, además de un paro general de trabajadores el día después del atentado.

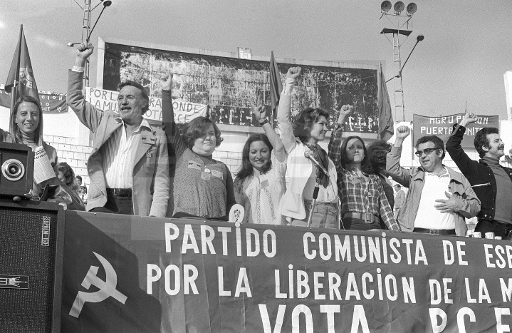
Mitin del PCE por la liberación de la mujer, el 28 de mayo de 1977 en la plaza de toros de Vista Alegre (Madrid)

El 11 de febrero de 1977 el PCE presenta la documentación para ser incluido en el Registro de Asociaciones y el 9 de abril de ese mismo año el PCE es legalizado, presentándose a las elecciones generales de 1977 con Santiago Carrillo como candidato. La militancia del interior, muy próxima a la realidad española y representante de las posturas rupturistas con la dictadura, se veían como los custodios del Partido hasta que los exiliados «históricos» pudieran retornar, pero cuando así ocurrió, los exiliados retornados estaban tremendamente apartados de la realidad española debido a su larga ausencia. En mayo, Carrillo participó en varios mítines en Madrid, en San Blas, Vallecas y, el 28 de mayo, en un mitin calificado de “mitin feminista” en la plaza de toros de Vista Alegre (Madrid) al que asistieron más de 20.000 personas, junto a Dulcinea Bellido, Merche Comabella, Paco Rabal, Juan Diego, Claudia Gravy, Begoña Luján, Cristina Almeida y la cantante y actriz Ana Belén.
En noviembre de 1977 Carrillo fue a Washington a dar unas conferencias y mantener un encuentro con el Departamento de Estado de los EE. UU. En su intervención en la Universidad de Yale, Carrillo anunció que el PCE renunciaría al marxismo-leninismo en el siguiente Congreso. Ese mismo año un sector denominado Oposición de Izquierda (OPI), que había surgido tras el VIII Congreso, abandona el PCE y adopta el nombre de Partido Comunista de los Trabajadores (PCT).

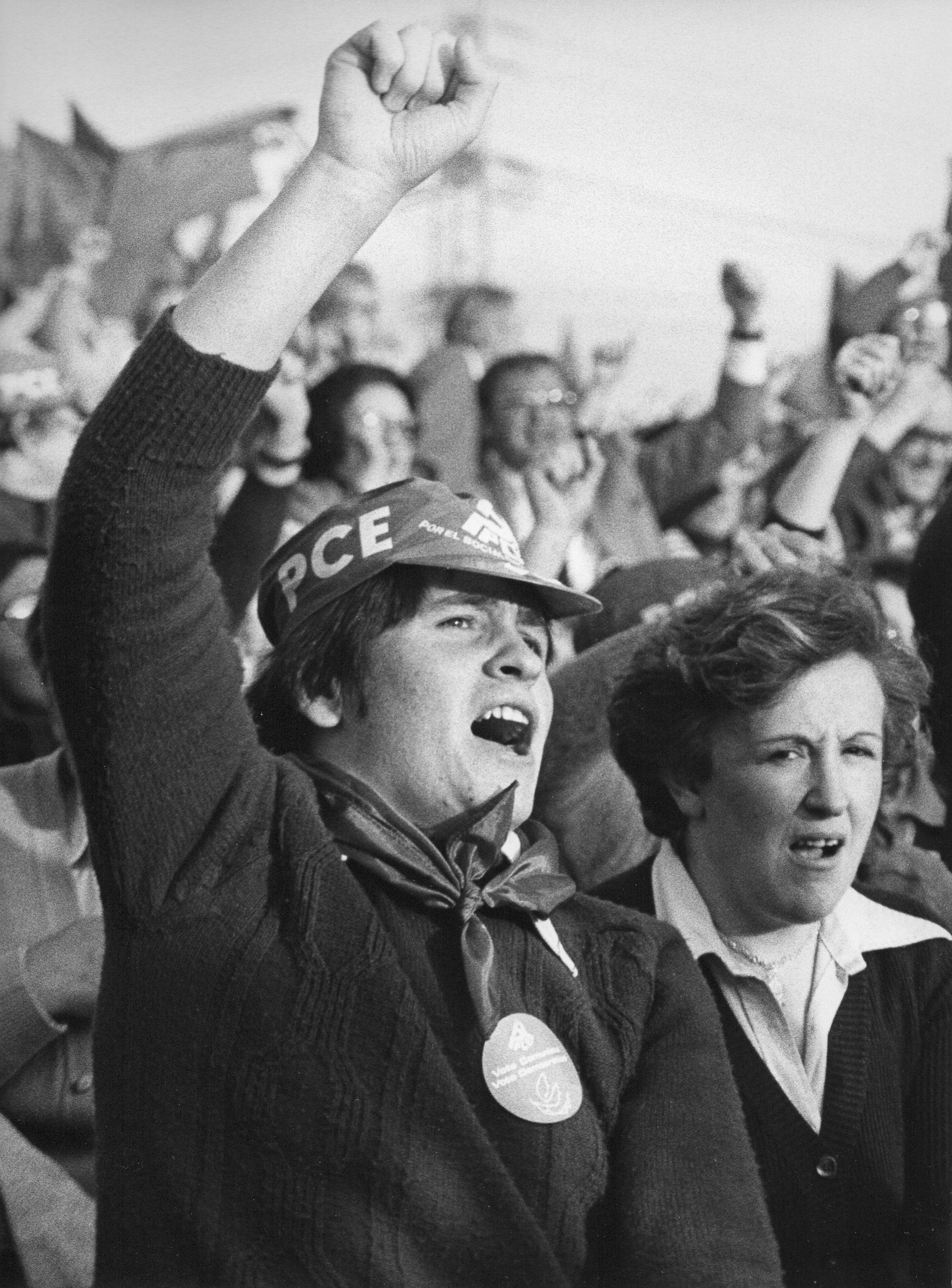
Militante comunista en la primera Fiesta del PCE celebrada en Madrid en 1978.

En 1978, en el IX Congreso del PCE, primer Congreso que se celebraba en España desde 1932, salió reelegido Santiago Carrillo como secretario general, mientras que Dolores Ibárruri saldría elegida como presidenta del partido. Las divisiones que ya existían con anterioridad continuaron profundizándose cuando el PCE dejó de considerarse marxista-leninista para pasar a definirse como marxista revolucionario, por 965 frente a 248 votos. Francisco Frutos, que luego sería secretario general del PCE, fue quien defendió las tesis leninistas en Madrid, que en el PSUC catalán (donde él militaba) eran mayoritarias. Además, se confirmó el cambio de una estructura celular a una territorial (rompiendo así con la estructura organizativa tradicional de los partidos comunistas) y se consolidó el distanciamiento de la URSS y el resto de países del Pacto de Varsovia, con el fin de otorgar un cierto aperturismo a la organización y aumentar el apoyo electoral, hecho que dio lugar a muchas convulsiones internas.
En 1979, el PCE pasó de 200 000 a 170 000 militantes.

#### Sectores leninista y «renovador»
En julio de 1981 se celebra el X Congreso del PCE, que en ese momento cuenta con 84 500 militantes más los 80 000 del PSUC en Cataluña. Se erigen dos tendencias contrarias a la dirección de Santiago Carrillo: los leninistas (también denominados prosoviéticos) como Ignacio Gallego o Francisco García Salve defendían una postura más ortodoxa y cercana a la Unión Soviética; los renovadores defendían una postura más moderada y aperturista. Con el fin de armonizar las relaciones internas del PCE, Julio Anguita propuso una ponencia para dar lugar a diversas tendencias internas, propuesta tumbada por los carrillistas. A su vez, Santiago Carrillo propuso la creación de la figura del vicesecretario general, dentro de la ejecutiva, siendo nombrado Nicolás Sartorius para tal cargo. 
Mientras tanto en la federación vasca del PCE, el secretario general del Partido Comunista de Euskadi (PCE-EPK) Roberto Lertxundi anunció la integración del mismo en Euskadiko Ezkerra (EE), de modo que Santiago Carrillo desautorizó tal decisión y expulsó del mismo a todo el PC vasco. Esto dio inicio a un debate interno acerca de si realmente se respetaba la independencia de las federaciones del PCE, debate que acentuaba las divisiones internas al expulsar a militantes que sí apoyaban la decisión de los vascos, como un grupo de concejales del Ayuntamiento de Madrid, entre los que se encontraba Cristina Almeida. Durante 1981 y 1983 las expulsiones continuaron por centenares de sectores diversos, como Francisco García Salve, Ramón Tamames o Carlos Alonso Zaldívar. También se expulsó del PSUC al sector prosoviético que formó años más tarde el Partit dels Comunistes de Catalunya (PCC) y el Partido Comunista de los Pueblos de España (PCPE).
Para octubre de 1982 se habían convocado elecciones generales en España, y Santiago Carrillo denunció que la convocatoria se celebraría con las normas electorales de 1977 y 1979, que consideró de «constitucionalidad dudosa», ya que beneficiaban a Alianza Popular (precursor del actual Partido Popular) y al PSOE. Además, aseguró que el entonces presidente Leopoldo Calvo-Sotelo había precipitado la convocatoria para provocar una bipolarización política en ambos partidos, con el objetivo de reducir al máximo la representación política del PCE, que era entonces el único partido que defendía un frente «democrático, marxista y revolucionario». Y así fue, pues en aquellos comicios continuó la caída electoral al concentrarse el voto de la izquierda en el PSOE, que ganó con mayoría absoluta, por lo que Carrillo dimitió como secretario general, siendo sustituido por Gerardo Iglesias.

#### Renovación y expulsión de los carrillistas
Después de la dimisión de Carrillo y tras una ligera recuperación electoral en las elecciones municipales, el 20 de diciembre de 1983 se celebró el XI Congreso del PCE, en el que participaron 85 000 militantes, y que terminó totalmente dividido entre los carrillistas, el sector prosoviético o leninista, encabezado por Ignacio Gallego, y los renovadores que lograron la mayoría eligiendo a Gerardo Iglesias como secretario general, a Dolores Ibárruri como presidenta, así como a Enrique Curiel como vicesecretario general, acordando la construcción de un proyecto unitario de la izquierda, que buscase la convergencia social y política con otras fuerzas. En dicho Congreso, Santiago Carrillo y sus seguidores se declararon contrarios a la dirección de Gerardo Iglesias, proponiendo una secretaría general compartida entre los dos, sugerencia que sería rechazada por el secretario general. De este modo, Santiago Carrillo acusaría a los renovadores de no tener un programa propio, de ser dependientes del PSOE y de intentar destruir el PCE, en un contexto en el que los carrillistas se mostraban en clara minoría.
Por otra parte, entre el 13 y el 15 de enero de 1984, tuvo lugar en Madrid el Congreso celebrado por el sector prosoviético, en el que participaron también el Partido de los Comunistas de Cataluña, el Partido Comunista de España Unificado (PCEU), el Movimiento para la Recuperación del PCE y Células Comunistas. Este proceso, en el que participaron 10 000 militantes, dio lugar al Partido Comunista de los Pueblos de España (PCPE) y a su organización juvenil, los Colectivos de Jóvenes Comunistas (CJC). El nuevo partido fue también reconocido por el Partido Comunista de la Unión Soviética y los partidos comunistas de los países del Pacto de Varsovia.
En octubre de 1984, el gobierno de Felipe González, pactó una reforma electoral con Alianza Popular, y el entonces vicesecretario general del PCE, Enrique Curiel, criticó que dicha reforma mantenía la Ley de D'Hondt que perjudicaba especialmente a los comunistas y que favorecía al bipartidismo, ya que mantenía las grandes diferencias en el coste de votos que los partidos necesitan para obtener un lugar en el Parlamento.
En 1985, destacados miembros como Julio Anguita o Marcelino Camacho, incluso antiguos miembros de la dirección de Carrillo como Nicolás Sartorius, Simón Sánchez Montero o la misma Dolores Ibárruri y Gerardo Iglesias decidieron expulsar a Santiago Carrillo el 15 de abril, los carrillistas son destituidos de los órganos de dirección y estos se escinden para fundar el Partido de los Trabajadores de España-Unidad Comunista (PTE-UC). También en 1985 la dirección federal del PCE disolvió el comité regional de la UJCE en Madrid y expulsó a 6 de sus miembros, por su posición eurocomunista y contraria a la política de convergencia del partido. Ese año la afiliación del PCE había bajado a 67 000.

### Actividad en Izquierda Unida (1986-actualidad)

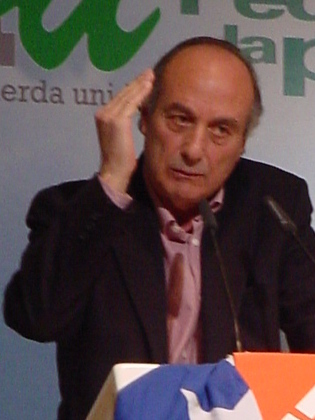
Francisco Frutos, secretario general del PCE entre 1998 y 2009, durante un encuentro con el Partido Comunista de Chile en 2005.

#### Fundación de Izquierda Unida
En 1986, y tal y como se había acordado en el último congreso, el PCE es el principal impulsor de la coalición Izquierda Unida (IU), constituida junto a otras fuerzas políticas como Izquierda Republicana, y en el que también participaría el PCPE.
De cara a las elecciones generales de 1986, Santiago Carrillo declaró que apoyar a IU suponía «enterrar el comunismo» y beneficiar «a la derecha» en detrimento del PSOE. Finalmente, IU obtuvo 7 escaños, correspondiendo 4 al PCE y 1 al PCPE, mientras el PTE-UC de Santiago Carrillo no obtuvo representación.
En febrero de 1988, durante el XII Congreso del PCE, Gerardo Iglesias renunció a todos sus cargos y Julio Anguita, conocido por haber sido alcalde de Córdoba, pasó a ser el secretario general del PCE. Bajo su dirección, el Partido recuperó buena parte de la ilusión y preceptos ideológicos anticapitalistas, hecho que hizo considerar al entonces secretario general del PCPE, Ignacio Gallego, el regreso al PCE. Así, en noviembre de ese año fue expulsado, y en enero de 1989, tras un Congreso Extraordinario, se reincorporaría al PCE junto a 8000 militantes, 48 miembros del Comité Central y la mayoría de cargos públicos del PCPE.
Con todo, en el PCPE se quedó el sector encabezado por su nuevo secretario general, Juan Ramos Camarero, que abandonó la coalición, y en las siguientes elecciones generales de octubre de 1989, IU duplicaría su número de votos y obtendría 17 diputados, correspondiendo 13 al PCE y 1 al PSUC. Un mes después, el 12 de noviembre, murió Dolores Ibárruri alias la «Pasionaria».

#### Etapa de Julio Anguita
Pero a pesar de los buenos resultados que estaba teniendo IU, en el XIII Congreso del PCE, celebrado en diciembre de 1991 y al que se llegó con 70 000 militantes, hubo un sector, encabezado por Francisco Palero y Juan Berga, que consideraba que el comunismo como ideología se había agotado, y que los partidos comunistas ya no eran instrumentos válidos, por lo que defendió la disolución del partido dentro de IU. Prevaleció por un 74,6 % la postura defendida por el secretario general, Julio Anguita, de continuar con una IU construida como movimiento político y social, que contara con partidos en su seno a modo de corrientes, debido a la pluralidad ideológica de los componentes de la coalición. El PCE cedería parte de su soberanía para aumentar la actividad de IU, y para hacer sus decisiones vinculantes.
En las siguientes elecciones, IU consiguió casi 400 000 votos más, obteniendo un nuevo escaño. La estrategia política del PCE, en la que se insistiría más desde el XIV Congreso, en diciembre de 1995, era la de evitar cualquier tipo de pacto con el PSOE, en tanto este no abandonase sus políticas «neoliberales» y «conservadoras». Para el PCE, los dirigentes del PSOE formaban parte de la élite dominante y les acusaban de haberse blindado en buenos sueldos y prebendas, y de ser parte de la aristocracia. Al mismo tiempo, aumentaban las tensiones con el PSUC, por la intención de su secretario general de disolverlo en Iniciativa per Catalunya, y con CCOO, a cuyo secretario general, Antonio Gutiérrez (luego diputado del PSOE entre 2004 y 2011), le acusaban de tener un pacto con el PSOE. El sindicato corría el riesgo de convertirse en «apéndice del Estado», alertó Julio Anguita, quien también anunció que no volvería a presentarse a la reelección como secretario general del PCE.
Fue durante esta etapa cuando IU logró sus mejores resultados, ya que en las elecciones generales de marzo de 1996, IU alcanzaría su techo histórico sobrepasando la barrera del 10 % de votos y obteniendo 21 diputados, 12 del PCE y 2 del PSUC. En septiembre de 1997, en la Fiesta del PCE, Anguita anunciaba que iban a defender una España republicana y federal, y en la Fiesta del año siguiente, defendió el derecho de autodeterminación de los pueblos, y aclaraba que su partido solo había aceptado la Monarquía de forma temporal, durante la Transición, para llegar al consenso, siempre y cuando se desarrollase la constitución. Sin embargo, el 17 de agosto de 1998, Anguita sufre un segundo infarto, que acelera su retirada de la primera línea política.
En diciembre de 1998, se celebra el XV Congreso del PCE, en el que Julio Anguita dejó la secretaría general del PCE, que pasó a ocupar Francisco Frutos. En su discurso, Anguita pidió a los militantes comunistas que reivindicasen los principios del anticapitalismo y la lucha por una sociedad igualitaria. Equiparó en lo político al PSOE y al PP y llamó a rebato a la militancia para recuperar la lucha en la calle.
Aquel congreso se celebró en medio de grandes tensiones con Comisiones Obreras, ya que los comunistas defendieron un sindicato «de clase y democrático», a la vez que acusaron a la dirección de «represora», y defendieron que los militantes luchasen democráticamente dentro del sindicato «para cambiar políticas y a algunos dirigentes», algo que el sindicato consideró una injerencia.

#### Acercamiento al PSOE y declive
Con motivo de las elecciones generales de marzo de 2000, Frutos es nombrado candidato de Izquierda Unida sin haber sido elegido coordinador general, y habiendo firmado un acuerdo preelectoral de investidura con el PSOE. El resultado fue un fracaso para el PCE, por lo que a finales de ese mismo año, Gaspar Llamazares fue elegido coordinador federal en la VI Asamblea Federal de IU por un estrecho margen frente a Francisco Frutos, aunando los votos de diversas corrientes de IU críticas con la dirección saliente.
El nuevo coordinador de IU se apoyó en el PSOE, con una política de enfrentamiento con el PCE, que traería fuertes problemas internos y presiones que debilitaron al Partido.
Pese a las diferencias, en el XVI Congreso del PCE, celebrado en marzo de 2002, Frutos pactó con el entonces coordinador general de IU una lista, enfrentada a la de Ángeles Maestro (Corriente Roja), con el fin de lograr una mayoría en CCOO distinta a la de José María Fidalgo.
En diciembre de 2004 se celebró con carácter extraordinario la VIII Asamblea Federal de Izquierda Unida, tras la crisis abierta por las sucesivas derrotas electorales sufridas por la coalición y por la división en su dirección. El PCE presentó entonces como candidato a Enrique Santiago, pero volvió a salir elegido Gaspar Llamazares como coordinador federal, en un proceso muy polémico que algunos sectores calificaron de irregular debido a que la candidatura de Santiago (respaldada también por las Juventudes Comunistas) y la presentada por Sebastián Martín Recio (respaldada por los sectores más a la izquierda de IU), sumaron más de un 50 % frente al 49 de la lista oficial de Llamazares.
La reelección de Gaspar Llamazares fue muy polémica porque se debió a un sistema aprobado en una reforma de los estatutos previa a la elección y durante la misma Asamblea, consistente en que votaran no solamente la mitad del Consejo Político Federal elegido en la propia Asamblea, órgano competente para elegir al coordinador federal, sino también los coordinadores de las federaciones. Así, el Consejo Político Federal al completo, ratificó la elección de Gaspar Llamazares por un 54 %, algo que también generó polémica, ya que sus oponentes entendían que era necesario un mínimo del 60 % para presentarse a una segunda reelección a coordinador, como disponen los estatutos. La Comisión de Garantías resolvió la cuestión a favor de Llamazares al entender que no se había agotado el segundo mandato, ya que la VIII Asamblea se había anticipado.

#### Reconstrucción y relanzamiento

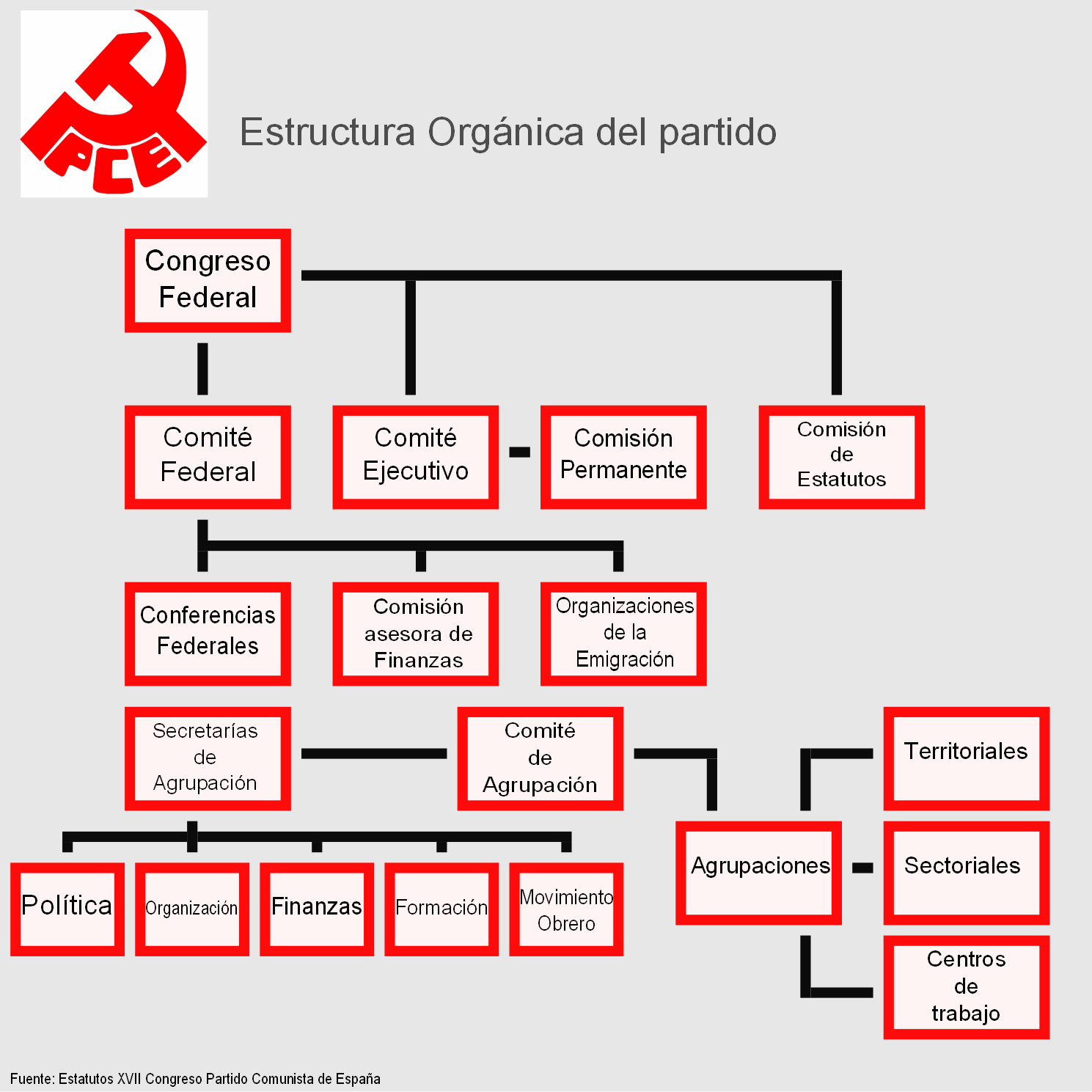
Estructura Orgánica general del PCE acordada tras el XVII Congreso del partido.

En el XVII Congreso del PCE, celebrado en junio de 2005 con 27 000 militantes, Francisco Frutos es reelegido secretario general, y como presidente se elige a Felipe Alcaraz, quien reuniría varias responsabilidades hasta ese momento del secretario general. Dolores Ibárruri, La Pasionaria, es declarada Presidenta de Honor a perpetuidad. Se apuesta por la reconstrucción y el relanzamiento del partido, al que se considera que ha empezado a funcionar como corriente dentro de IU.
No se acepta para ello la salida de IU, como proponía Corriente Roja, y que llevaría a la organización a escindirse del PCE. En cambio, se apuesta por recuperar la soberanía dentro de IU, entendiendo que esta debería volver a funcionar como un movimiento político y social que permitiese que diferentes partidos confluyesen en criterios programáticos, superando así también al XIII Congreso del PCE.
También se debatió un documento presentado por Julio Anguita, en el que se reflexionaba acerca del Movimiento Comunista Internacional, y se llamaba a la refundación del partido. El documento señalaba el impacto negativo que trajo la caída de la Unión Soviética y el acriticismo y sumisión de los sindicatos y la Izquierda al orden capitalista establecido. Se acordó la creación de un equipo de trabajo que se reuniese con otras organizaciones comunistas y de izquierda, coordinase y recogiese propuestas y se debatiesen en una Conferencia, que redactaría y aprobaría un nuevo Manifiesto-Programa de cara al siguiente Congreso del Partido.
En 2006 se abrió una grave crisis interna en Asturias, donde el PCE anuló el último congreso del Partido Comunista de Asturias (PCA) por irregularidades en los censos. Llamazares, que ya había perdido el apoyo de las tres principales federaciones (Andalucía, Madrid y Comunidad Valenciana), perdería así también el control del último feudo que le quedaba en la organización comunista.
A finales de 2007, el PCE impulsa en el Consejo Político Federal de IU la celebración de elecciones primarias para designar al candidato a la Presidencia del Gobierno en las elecciones generales de 2008. Frente a Gaspar Llamazares, se presenta la secretaría general del Partit Comunista del País Valencià (PCPV), Marga Sanz. El referéndum se celebra en noviembre por un sistema de correo certificado, que el PCE criticó duramente. Finalmente, con una participación de en torno al 38 %, Llamazares obtiene 13 626 votos (62,5 %) y Sanz 8169 (37,5 %).

#### Refundación de Izquierda Unida
El 22 de abril de 2008, Julio Anguita remitió al Comité Federal del Partido Comunista de España (PCE) un documento en el que defendía también la necesidad de una 'refundación' de IU, que solo sería posible desde el compromiso de comenzar desde cero. En su carta, defendió la democracia radical, la lucha por la III República y el federalismo, tanto para el modelo organizativo de la coalición como para el modelo de estado defendido. A su juicio, el debate debería abrirse en la siguiente asamblea federal de IU. Así, los días 28 y 29 de junio de 2008, en una Conferencia Política del PCE, se vinculó la reconstrucción del partido con la refundación de Izquierda Unida. Para ello, se acordó impulsar una serie de cambios en la siguiente Asamblea Federal de IU.
En la IX Asamblea Federal de IU, celebrada los días 15 y 16 de noviembre de 2008, el PCE presentó su candidatura al Consejo Político Federal, con Cayo Lara como candidato de consenso de la lista «Otra IU es Posible». Su propuesta, titulada «Por una Izquierda Unida anticapitalista, republicana, federal y alternativa, organizada como movimiento político y social», obtuvo un 43 % de los votos, pero la falta de acuerdo con otras corrientes hizo que la asamblea concluyese sin la elección de un nuevo Coordinador Federal de IU.

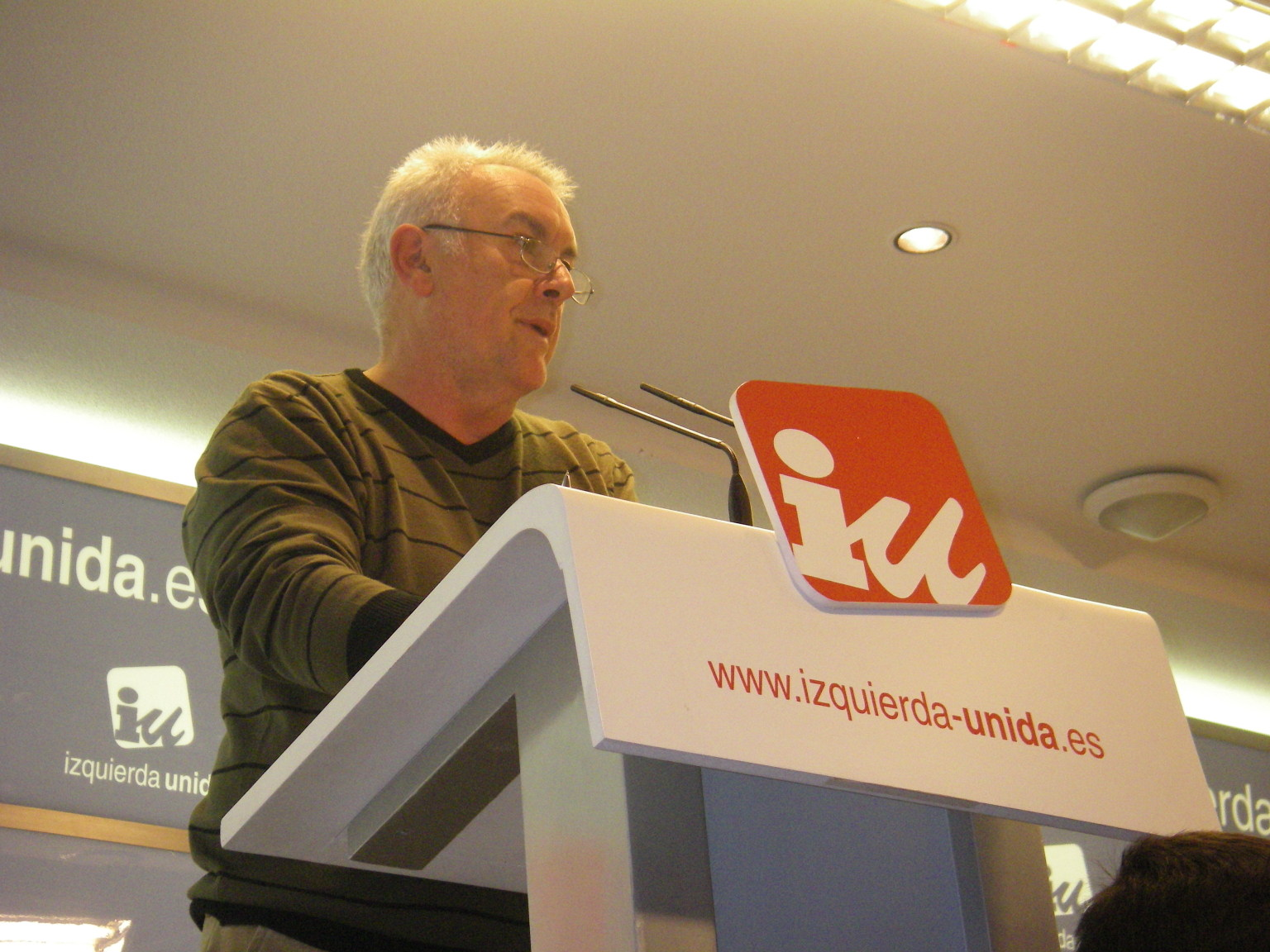
Cayo Lara hablando ante el Consejo Político Federal de IU en diciembre de 2008.

Finalmente, el Consejo Político Federal, convocado el 14 de diciembre, eligió a Cayo Lara como coordinador federal de la coalición con un 55,08 % de los votos. Como nuevo coordinador general, Cayo Lara integró desde un principio en la nueva dirección a personas de todos los sectores y corrientes de la formación, e instó a abandonar las luchas internas y a preocuparse por lo que realmente pasa en el país. En su primera intervención pública, mencionó a los pobres, a los parados y a los hipotecados, e hizo un llamamiento a la huelga general, necesaria, a su juicio.

#### Alianza de Izquierda Unida con Podemos y entrada en el gobierno
El 13 de abril de 2009, el partido reclama en un manifiesto con motivo del 78.º aniversario de la II República que los trabajadores «no paguen» la crisis económica y que se afronte la coyuntura económica a través de «la ruptura del pacto constitucional» y la apertura de un «proceso constituyente por la III República».
También en ese manifiesto se declara que el capitalismo ha fracasado y que no debe hacerse esfuerzos por «refundarlo», ya que no lo consideran una solución para los problemas de la humanidad y hay que hacer cambios revolucionarios. Declaran que hay que emprender, como ya han hecho otros países, el camino del socialismo del siglo XXI.
Con el propósito de renovar fuerzas ante los retos que el capitalismo posindustrial parece incapaz de resolver, y con el de afrontar el naciente proceso de Refundación de la Izquierda aprobado en la IX Asamblea Federal de IU en 2008, el partido celebra en noviembre de 2009 su XVIII Congreso, al que llega con 20 000 militantes. En el cónclave se aprueba su orientación hacia IU, con un 82 % de votos favorables, el mantenimiento de Comisiones Obreras como referente sindical (69 %) y se elige a José Luis Centella como secretario general, con un 85 % de los votos, en sustitución de Francisco Frutos.
A fecha de abril de 2017, el PCE contaba con aproximadamente 10 500 afiliados, si bien 2000 de estos se habían afiliado desde las elecciones generales de 2015.
A finales de 2017 se celebró la segunda fase del XX Congreso del PCE, en el que se aprobaron cambios significativos, siendo el de más calado la vuelta al marxismo-leninismo, que se abandonó en el IX Congreso de 1978. Esto provocó un cambio organizativo de envergadura, ya que se vuelve a adoptar el centralismo democrático, dejando de ser una organización federal, que correspondía esta a la división por comunidades autónomas de España, sustituyéndose por comités dependientes de un Comité Central. También se aprueba incluir una estrella roja de cinco puntas en la parte superior del logo del partido, en referencia al internacionalismo proletario.
En enero de 2020 el PCE volvió a tener representantes en el Consejo de Ministros, con el nombramiento de Alberto Garzón como ministro de Consumo y a Yolanda Díaz como ministra de Trabajo y Economía Social.
En 2021, el PCE celebró el centenario de su fundación. 
En julio de 2022, tuvo lugar el XXI Congreso del PCE, que estuvo marcado por tensiones protagonizadas por el sector crítico con la política de pactos de gobierno.
El día 11 de noviembre de 2022, con motivo de su centenario, Correos emitió un sello conmemorativo que causó críticas en la oposición. Dicho sello fue suspendido por la Fundación Española de Abogados Cristianos el día 12 del mismo mes y volvió a la circulación el 18 de noviembre de 2022.

#### Conflicto con la dirección de la UJCE
El 4 de junio de 2023 la Unión de Juventudes Comunistas de España hace pública una resolución en la que anuncian el intento de intervención a su estructura por parte de la dirección del PCE, donde se menciona que la expulsión se debe a que el proyecto de reconstrucción del Partido Comunista que representa la Juventud Comunista no es compatible con la estructura burocrática del PCE, el cual se ha alejado del proyecto comunista a nivel internacional y se ha disuelto en formas políticas y organizativas socialdemócratas. Se acusa al PCE de no ofrecer una propuesta sólida de reconstrucción del Partido Comunista y de perseguir a aquellos que defienden esta necesidad política. Esgrimen ser «una nueva generación proletaria que no quiere dedicar su vida a una militancia impotente».
En septiembre de 2023 el PCE anunció que se celebraría un Congreso extraordinario de la UJCE para dar voz a la militancia y reconstruir su espacio juvenil, atribuyendo dicha iniciativa a la «indisciplina y a la deslealtad de la anterior dirección con los acuerdos políticos propios y del partido».

## Resultados electorales

### Elecciones generales
| 1931                                       | José Bullejos                 | ---       | 0,77 %  | 0/470  | ---   |                                                           |  |  |  |  |
| 1933                                       | José Díaz Ramos               | ---       | 1,80 %  | 1/473  | ---   |                                                           |  |  |  |  |
| 1936                                       | José Díaz Ramos               | ---       | 3,5 %   | 17/473 | ---   | Miembro del Frente Popular.                               |  |  |  |  |
|                                            |                               |           |         |        |       |                                                           |  |  |  |  |
| 1977                                       | Santiago Carrillo             | 1 709 890 | 9,33 %  | 20/350 | 5/248 |                                                           |  |  |  |  |
| 1979                                       | Santiago Carrillo             | 1 938 487 | 10,77 % | 23/350 | 1/264 |                                                           |  |  |  |  |
| 1982                                       | Santiago Carrillo             | 846 515   | 4,02 %  | 4/350  | 0/264 |                                                           |  |  |  |  |
| 1986                                       | Gerardo Iglesias              | 935 504   | 4,63 %  | 4/350  | 0/264 | Como parte de Izquierda Unida                             |  |  |  |  |
| 1989                                       | Julio Anguita                 | 1 858 588 | 9,07 %  | 13/350 | 0/264 | Como parte de Izquierda Unida                             |  |  |  |  |
| 1993                                       | Julio Anguita                 | 2 253 722 | 9,55 %  | 13/350 | 0/264 | Como parte de Izquierda Unida                             |  |  |  |  |
| 1996                                       | Julio Anguita                 | 2 639 774 | 10,54 % | 12/350 | 0/264 | Como parte de Izquierda Unida                             |  |  |  |  |
| 2000                                       | Francisco Frutos              | 1 263 043 | 5,45 %  | 7/350  | 0/264 | Como parte de Izquierda Unida                             |  |  |  |  |
| 2004                                       | Gaspar Llamazares             | 1 284 081 | 4,96 %  | 2/350  | 0/264 | Como parte de Izquierda Unida                             |  |  |  |  |
| 2008                                       | Gaspar Llamazares             | 969 946   | 3,77 %  | 1/350  | 0/266 | Como parte de Izquierda Unida                             |  |  |  |  |
| 2011                                       | Cayo Lara                     | 1 686 040 | 6,92 %  | 4/350  | 0/266 | Dentro de la coalición "La Izquierda Plural".             |  |  |  |  |
| 2015                                       | Alberto Garzón / Yolanda Díaz | 926 783   | 3,68 %  | 2/350  | 1/266 | Dentro de las coaliciones Unidad Popular y En Marea.      |  |  |  |  |
| 2016                                       | Alberto Garzón                | N/D       | N/D     | 5/350  | 2/266 | Dentro de las coaliciones Unidos Podemos y En Marea.      |  |  |  |  |
| 2019                                       | Enrique Santiago              | N/D       | N/D     | 4/350  | 0/266 | Dentro de las coaliciones Unidas Podemos y En Comú Podem. |  |  |  |  |
| 2023                                       | Enrique Santiago              | N/D       | N/D     | 5/350  | 0/266 | Dentro de Sumar.                                          |  |  |  |  |
| Fuente: Ministerio del Interior y El Mundo |                               |           |         |        |       |                                                           |  |  |  |  |

#### Diputados y senadores
- Anexo:Diputados y senadores de todas las legislaturas de España

### Elecciones municipales
| 1931                                            | José Bullejos     |           |         | 3/1974      |
| 1933                                            | José Díaz Ramos   |           |         | 28/19 068   |
| 1979                                            | Santiago Carrillo | 2 139 603 | 12,70 % | 3727/67 505 |
| 1983                                            | Gerardo Iglesias  | 1 500 015 | 8,17 %  | 2495/67 312 |
| Fuente: Ministerio del Interior, El Mundo y INE |                   |           |         |             |

## Comités de organización
Existen los siguientes Comités de Organización, los cuales son "Comités Regionales" o "Comités Nacionales". Hasta el XX Congreso de 2017, el PCE desde 1978 se organizaba en federaciones, pero al volver adoptar el marxismo-leninismo, también significó volver a un modelo centralista de organización.
| Territorio           | Nombre de la federación                                |
| -------------------- | ------------------------------------------------------ |
| Andalucía            | Partido Comunista de Andalucía (PCA)                   |
| Aragón               | Partido Comunista de Aragón (PCA)                      |
| Asturias             | Partido Comunista de Asturias (PCA)                    |
| Canarias             | Partido Comunista de Canarias (PCC)                    |
| Cantabria            | Partido Comunista de Cantabria (PCCa)                  |
| Castilla-La Mancha   | Partido Comunista de Castilla - La Mancha (PCCM)       |
| Castilla y León      | Partido Comunista de Castilla y León (PCCL)            |
| Cataluña             | Partit Socialista Unificat de Catalunya Viu (PSUC-Viu) |
| Comunidad de Madrid  | Partido Comunista de Madrid (PCM)                      |
| Comunidad Valenciana | Partit Comunista del País Valencià (PCPV)              |
| Extremadura          | Partido Comunista de Extremadura                       |
| Galicia              | Partido Comunista de Galicia (PCG)                     |
| Islas Baleares       | Partido Comunista de las Islas Baleares (PCIB)         |
| La Rioja             | Partido Comunista de La Rioja                          |
| Navarra              | Partido Comunista de Euskadi (PCE-EPK)                 |
| País Vasco           | Partido Comunista de Euskadi (PCE-EPK)                 |
| Región de Murcia     | Partido Comunista de la Región de Murcia (PCRM)        |
| Exterior             | Partido Comunista de España en el Exterior (PCE-Ext)   |

## Secretarios generales
| Secretario general   | Secretario general   | Secretario general               | Inicio de mandato       | Fin de mandato          |
| -------------------- | -------------------- | -------------------------------- | ----------------------- | ----------------------- |
| 1.º                  |                      | Antonio García Quejido           | 15 de marzo de 1922     | 8 de julio de 1923      |
| 2.º                  |                      | César Rodríguez González         | 8 de julio de 1923      | agosto de 1925          |
| 3.º                  |                      | José Bullejos Sánchez            | agosto de 1925          | 17 de marzo de 1932     |
| 4.º                  |                      | José Díaz Ramos                  | 17 de marzo de 1932     | 20 de marzo de 1942     |
| 5.º                  |                      | Dolores Ibárruri Gómez           | 20 de marzo de 1942     | 3 de julio de 1960      |
| 6.º                  |                      | Santiago José Carrillo Solares   | 3 de julio de 1960      | 10 de diciembre de 1982 |
| 7.º                  |                      | Gerardo Iglesias Argüelles       | 10 de diciembre de 1982 | 21 de febrero de 1988   |
| 8.º                  |                      | Julio Anguita González           | 21 de febrero de 1988   | 7 de diciembre de 1998  |
| 9.º                  |                      | Francisco Frutos Gras            | 7 de diciembre de 1998  | 8 de noviembre de 2009  |
| 10.º                 |                      | José Luis Centella Gómez         | 8 de noviembre de 2009  | 2 de diciembre de 2017  |
| Comisión Provisional | Comisión Provisional | Comisión Provisional             | 2 de diciembre de 2017  | 8 de abril de 2018      |
| 11.º                 |                      | Enrique Fernando Santiago Romero | 8 de abril de 2018      | En el cargo             |

## Personalidades destacadas
- José Díaz Ramos (Sevilla, 1895 - Tiflis, 1942) Panadero. Secretario general del PCE desde 1932 a 1942, que llevó al PCE a apostar por la unidad de las fuerzas de izquierdas durante la Segunda República española.
- Aída Lafuente (León, 1915 - 1934). Militante obrera.
- Dolores Ibárruri (Abanto y Ciérvana, Vizcaya, 1895 - Madrid, 1989). Histórica dirigente del PCE apodada la Pasionaria, que destacó como dirigente política en la Segunda República española y en la guerra civil española. Secretaría general entre 1942 y 1960.
- Trifón Medrano (Madrid 1912 - 1937) Miliciano obrero.
- Concha Carretero (Barcelona, 1918 - 2014) Militante antifranquista que sobrevivió a la prisión.
- Pablo Picasso (Málaga, 1881 - 1973). Pintor, pionero del cubismo.
- Miguel Hernández (Orihuela, Alicante 1910-1942) Poeta y militante comunista. Combatió en la guerra civil española y murió en la prisión.
- Manuel Delicado (Sevilla, 1901 - 1980). Dirigente del PCE.
- Rafael Alberti (El Puerto de Santa María, Cádiz, 1902 - 1999). Poeta y diputado.
- Rosario Sánchez Mora (Villarejo de Salvanés, 1919 - 2008) Apodada la Dinamitera por haber perdido una mano por un cartucho de dinamita durante la Guerra Civil siendo miliciana obrera. Sobrevivió a la prisión durante el franquismo.
- Enrique Líster (Ameneiro, La Coruña, 1907 - Madrid, 1994). Militar y dirigente del PCE.
- Juan Modesto (El Puerto de Santa María, Cádiz, 1906 - Praga, Checoslovaquia, 1969) Militar y comandante del Ejército del Ebro.
- Julián Grimau (Madrid, 1911 - 1963) Dirigente del PCE ejecutado durante la dictadura de Franco.
- Lina Odena (Barcelona, 1911 - Granada, 1936) Miliciana obrera.
- Luis Cicuéndez Muñoz (La Villa de Don Fadrique, Toledo, 1897 - San Martín de Valdeiglesias, Madrid, 1936). Primer alcalde comunista de España durante la II República
- Santiago Álvarez Gómez (Villamartín de Valdeorras, Orense, 1913 - Madrid, 2002). Dirigente del PCE.
- Fernando Claudín (Madrid, 1915 - 1990). Arquitecto. Impulsor del eurocomunismo.
- Santiago Carrillo (Gijón, Asturias 1915 - Madrid, 2012). Secretario general del PCE entre 1960 y 1982, teórico del eurocomunismo, y que destacó por su papel en la Transición española.
- Simón Sánchez Montero (Nuño Gómez, Toledo, 1915 - 2006). Dirigente de las JSU y del PCE.
- María Teresa León (Logroño, La Rioja, 1903 - Madrid, 1988) Ensayista, dramaturga y novelista.
- Manuel Azcárate (Madrid, 1916 - 1998) Abogado.
- Manuel Sacristán (Madrid, 1925 - Barcelona, 1985) Filósofo.
- Marcelino Camacho Abad (La Rasa, Soria, 1918 - Madrid, 2010) Secretario general de CC.OO. (1976-1987)
- Matilde Landa (Badajoz, 1904 - Palma, Islas Baleares, 1942) Pedagoga, feminista. Combatió en la Guerra Civil y murió en la cárcel por el franquismo.
- Guillermo Ascanio (Vallehermoso, Santa Cruz de Tenerife, 1907 - Madrid, 1941). Ingeniero y militar, comandante de la 44.ª Brigada Mixta y la 88.ª División durante la Guerra Civil, y fusilado por los franquistas.
- Juana Doña (Madrid, 1918 - 2003). Dirigente del PCE.
- Jorge Semprún (Madrid, 1923 - 2011). Dirigente del PCE.
- Francisco García Salve (Farlete, Zaragoza, 1930 - 2016). Cura obrero, dirigente del PCE y de CC.OO.
- Gerardo Iglesias (Mieres, Asturias, 1945). Secretario general (1982-1988).
- Julio Anguita (Fuengirola, Málaga, 1941 - 2020). Secretario general (1988-1998).
- María Cristina Almeida Castro (Badajoz, 24 de julio de 1944) es una abogada y política española. Ingresó en el PCE en 1964, durante su etapa universitaria y en 1977, fue una de las abogadas de la acusación en el juicio por la Matanza de Atocha. Participó en la fundación de Izquierda Unida.
- Manuela Carmena Castrillo (Madrid, 9 de febrero de 1944) es una abogada laboralista, magistrada, jueza emérita y política española que fue alcaldesa de Madrid de 2015-2019. Ocupó el número 23 de la lista electoral del PCE por Madrid en las elecciones generales de 1977. Fue defensora de los obreros y detenidos durante la dictadura de Francisco Franco, ejerciendo ante el Tribunal de Orden Público. También fue cofundadora del despacho laboralista en el que se produjo la matanza de Atocha de 1977.
- Alberto Garzón (Logroño, La Rioja, 1985) Economista y ministro de Consumo del gobierno de España (2020-2023).
- Francisco Fernández Buey (Palencia, 1943 - 2012) Filósofo.
- Javier Sauquillo (Ceuta, 1947 - 1977). Militante del PCE y de CC.OO asesinado en la Matanza de Atocha de 1977.
- Jaime Ballesteros Pulido (Granada, 1932 - 2015) Vicesecretario general del PCE.
- Paco Rabal (Águilas, Región de Murcia, 1926 - 2011) Actor.
- Juan Antonio Bardem (Madrid,1922 - 2002) Director de cine.
- Manuel Gerena (Sevilla, 1945) Cantaor flamenco.
- Marcos Ana (Alconada, Salamanca, 1920 - Madrid, 2016) Poeta y escritor. Fue el preso político que pasó más años en las cárceles franquistas.
- Vanesa Segura Gaitán (Almería, 1980 - 2017) Filóloga y reconocida militante feminista y comunitaria andaluza.
- Juan Pinilla (Huétor Tájar, Granada, 1981) Cantaor flamenco.
- Javier Egea (Granada, 1952 - 1999) Poeta.
- Lucía Sócam (Guillena, Sevilla, 1986) Cantautora, guitarrista y flautista.
- Felipe Alcaraz (Granada, 1943) Novelista y poeta.
- Yolanda Díaz (Fene, 1971) Abogada, Ministra de Trabajo y Economía Social y Vicepresidenta segunda del gobierno de España (2020-actualidad). Prohibió los despidos durante la pandemia del COVID-19 y estuvo al frente de la tramitación de los ERTE.
- Las Trece Rosas (Madrid) Grupo de 13 mujeres jóvenes que fueron fusiladas por el franquismo luego de culminar la Guerra Civil.

### Militantes del PSUC
Aunque el Partido Socialista Unificado de Cataluña era un partido con personalidad propia y claramente diferenciado del PCE, durante muchos años estuvo representado en los órganos de dirección de este.
- Joan Comorera i Soler (Cervera, Lérida, 1894 - 1958). Secretario general (1936-1949).
- Josep Moix (Sabadell, Barcelona, 1898 - 1973). Secretario general (1949-1965).
- Gregorio López Raimundo (Tauste, Barcelona 1914 - 2007). Secretario general (1965-1977).
- Antoni Gutiérrez Díaz (Premiá de Mar, Barcelona, 1921 - 2006). Secretario general (1977-1981 y 1982-1986).
- Manuel Vázquez Montalbán(Barcelona, 1939 - 2003) Escritor.
- Miquel Martí i Pol (Barcelona, 1929 - 2003) Escritor y poeta.